# Levala (Saare)
Levala – wieś w Estonii, w prowincji Jõgeva, w gminie Saare.